# Natação no Campeonato Europeu de Esportes Aquáticos de 2022 - 100 m livre masculino
A prova dos 100 metros nado livre masculino da natação no Campeonato Europeu de Esportes Aquáticos de 2022 ocorreu nos dias 12 e 13 de agosto no Foro Italico, em Roma na Itália. 

## Calendário
| Fase          | Data         | Hora  |
| ------------- | ------------ | ----- |
| Eliminatórias | 12 de agosto | 09:10 |
| Semifinal     | 12 de agosto | 18:33 |
| Final         | 13 de agosto | 18:22 |

Todos os horários estão no horário local (UTC+1)

## Recordes
Antes desta competição, os recordes eram os seguintes:
|                       | Nadador            | Tempo | Local     | Data                |
| --------------------- | ------------------ | ----- | --------- | ------------------- |
| Recorde mundial       | César Cielo        | 46.91 | Roma      | 30 de julho de 2009 |
| Recorde europeu       | Kliment Kolesnikov | 47.11 | Tóquio    | 28 de julho de 2021 |
| Recorde do campeonato | Kliment Kolesnikov | 47.37 | Budapeste | 19 de maio de 2021  |

Os seguintes novos recordes foram estabelecidos durante esta competição. 
| Data         | Prova         | Nadador        | Nacionalidade | Tempo | Recordes              |
| ------------ | ------------- | -------------- | ------------- | ----- | --------------------- |
| 12 de agosto | Eliminatórias | David Popovici | Roménia       | 47.20 | Recorde do campeonato |
| 12 de agosto | Semifinal     | David Popovici | Roménia       | 46.98 | ,                     |
| 13 de agosto | Final         | David Popovici | Roménia       | 46.86 | ,                     |

## Medalhistas
| Ouro                 | Prata               | Bronze                   |
| David Popovici (ROU) | Kristóf Milák (HUN) | Alessandro Miressi (ITA) |

## Resultados

### Eliminatórias
Esses foram os resultados das eliminatórias.
| Pos. | Bateria | Raia | Nadador                  | Nacionalidade        | Tempo | Notas            |
| ---- | ------- | ---- | ------------------------ | -------------------- | ----- | ---------------- |
| 1    | 8       | 4    | David Popovici           | Roménia              | 47.20 | Q,               |
| 2    | 7       | 4    | Alessandro Miressi       | Itália               | 47.60 | Q                |
| 3    | 8       | 3    | Lorenzo Zazzeri          | Itália               | 48.27 | Q                |
| 4    | 6       | 4    | Maxime Grousset          | França               | 48.31 | Q                |
| 5    | 8       | 5    | Nándor Németh            | Hungria              | 48.32 | Q                |
| 6    | 8       | 1    | Heiko Gigler             | Áustria              | 48.43 | Q,               |
| 7    | 7       | 2    | Stan Pijnenburg          | Países Baixos        | 48.57 | Q                |
| 8    | 6       | 5    | Andrej Barna             | Sérvia               | 48.59 | Q                |
| 9    | 8       | 2    | Hadrien Salvan           | França               | 48.60 | Q                |
| 10   | 6       | 6    | Manuel Frigo             | Itália               | 48.76 |                  |
| 11   | 7       | 3    | Thomas Dean              | Reino Unido          | 48.79 | Q                |
| 12   | 7       | 6    | Kristóf Milák            | Hungria              | 48.88 | Q                |
| 12   | 7       | 7    | Diogo Ribeiro            | Portugal             | 48.88 | Q                |
| 14   | 7       | 5    | Thomas Ceccon            | Itália               | 48.92 |                  |
| 15   | 5       | 3    | Luis Domínguez           | Espanha              | 48.98 | Q,               |
| 16   | 7       | 1    | Björn Seeliger           | Suécia               | 49.01 | Q                |
| 17   | 8       | 6    | Matthew Richards         | Reino Unido          | 49.02 | Q                |
| 18   | 6       | 2    | Charles Rihoux           | França               | 49.15 |                  |
| 19   | 8       | 7    | Karol Ostrowski          | Polónia              | 49.22 | Q                |
| 20   | 7       | 8    | Kamil Sieradzki          | Polónia              | 49.24 |                  |
| 21   | 4       | 4    | Carles Coll              | Espanha              | 49.29 |                  |
| 22   | 6       | 8    | Sergio de Celis          | Espanha              | 49.34 |                  |
| 23   | 6       | 3    | Jacob Whittle            | Reino Unido          | 49.35 |                  |
| 24   | 6       | 7    | Edward Mildred           | Reino Unido          | 49.45 |                  |
| 24   | 7       | 9    | Deniel Nankov            | Bulgária             | 49.45 |                  |
| 26   | 6       | 1    | Robin Hanson             | Suécia               | 49.52 |                  |
| 27   | 8       | 0    | Guillaume Guth           | França               | 49.59 |                  |
| 28   | 8       | 8    | Sergii Shevtsov          | Ucrânia              | 49.60 |                  |
| 29   | 5       | 0    | Illya Linnyk             | Ucrânia              | 49.69 |                  |
| 30   | 4       | 5    | Uroš Nikolić             | Sérvia               | 49.73 |                  |
| 30   | 5       | 2    | Daniel Zaitsev           | Estónia              | 49.73 |                  |
| 32   | 4       | 8    | Frederik Lentz           | Dinamarca            | 49.76 |                  |
| 33   | 4       | 1    | Mario Mollà              | Espanha              | 49.90 |                  |
| 34   | 5       | 7    | Valentyn Nesterkin       | Ucrânia              | 49.95 |                  |
| 35   | 6       | 9    | Denis Loktev             | Israel               | 49.98 |                  |
| 35   | 5       | 6    | Dániel Mészáros          | Hungria              | 49.98 |                  |
| 37   | 3       | 2    | George Stoica-Constantin | Roménia              | 50.01 |                  |
| 38   | 5       | 4    | Nikola Aćin              | Sérvia               | 50.06 |                  |
| 39   | 4       | 6    | Stergios Bilas           | Grécia               | 50.11 |                  |
| 40   | 3       | 0    | Rémi Fabiani             | Luxemburgo           | 50.12 |                  |
| 40   | 5       | 5    | Max McCusker             | Irlanda              | 50.12 |                  |
| 42   | 5       | 8    | Markus Lie               | Noruega              | 50.15 |                  |
| 42   | 8       | 9    | Odysseus Meladinis       | Grécia               | 50.15 |                  |
| 44   | 5       | 9    | Matej Duša               | Eslováquia           | 50.29 |                  |
| 45   | 3       | 5    | Oleksii Khnykin          | Ucrânia              | 50.32 |                  |
| 46   | 2       | 5    | Martin Kartavi           | Israel               | 50.35 |                  |
| 47   | 3       | 6    | Daniel Namir             | Israel               | 50.36 |                  |
| 48   | 4       | 0    | Tomas Navikonis          | Lituânia             | 50.42 |                  |
| 49   | 4       | 2    | Tomas Sungaila           | Lituânia             | 50.44 |                  |
| 50   | 2       | 1    | Adi Mešetović            | Bósnia e Herzegovina | 50.46 |                  |
| 51   | 3       | 3    | Christos Papadopoulos    | Grécia               | 50.55 |                  |
| 52   | 3       | 9    | Elias Persson            | Suécia               | 50.56 |                  |
| 53   | 3       | 8    | Patrick Dinu             | Roménia              | 50.59 |                  |
| 54   | 3       | 4    | Alex Ahtiainen           | Estónia              | 50.62 |                  |
| 55   | 4       | 7    | Nicholas Lia             | Noruega              | 50.71 |                  |
| 56   | 3       | 1    | Pit Brandenburger        | Luxemburgo           | 50.81 |                  |
| 57   | 2       | 4    | Elias Meeus              | Bélgica              | 50.89 |                  |
| 58   | 2       | 7    | Mihai Gergely            | Roménia              | 50.90 |                  |
| 58   | 2       | 8    | Luka Kukhalashvili       | Geórgia              | 50.90 | Recorde nacional |
| 60   | 2       | 3    | Marcus Holmquist         | Suécia               | 50.91 |                  |
| 61   | 4       | 3    | Artur Barseghyan         | Armênia              | 50.93 |                  |
| 62   | 2       | 6    | Robert Powell            | Irlanda              | 50.99 |                  |
| 63   | 7       | 0    | Mateusz Chowaniec        | Polónia              | 51.14 |                  |
| 64   | 3       | 7    | Malthe Lindeblad         | Dinamarca            | 51.31 |                  |
| 65   | 2       | 2    | Nikola Bjelajac          | Bósnia e Herzegovina | 51.54 |                  |
| 66   | 2       | 9    | Símon Elías Statkevicius | Islândia             | 51.94 |                  |
| 67   | 2       | 0    | Uroš Živanović           | Sérvia               | 52.10 |                  |
| 68   | 1       | 4    | Tomàs Lomero             | Andorra              | 52.25 |                  |
| 69   | 4       | 9    | Ari-Pekka Liukkonen      | Finlândia            | 52.62 |                  |
| 70   | 1       | 6    | Rudi Spiteri             | Malta                | 52.90 |                  |
| 71   | 1       | 3    | Ronens Kermans           | Letônia              | 52.92 |                  |
| 72   | 1       | 5    | Bernat Lomero            | Andorra              | 53.04 |                  |
| 73   | 1       | 1    | Raoul Stafrace           | Malta                | 53.70 |                  |
| 74   | 1       | 2    | Matthew Galea            | Malta                | 53.73 |                  |
| 75   | 1       | 7    | Ado Gargović             | Montenegro           | 54.45 |                  |
| 76   | 1       | 8    | Vladimir Mamikonyan      | Armênia              | 54.92 |                  |
| 77   | 1       | 0    | Martin Muja              | Kosovo               | 55.76 |                  |
| 78   | 6       | 0    | Meiron Cheruti           | Israel               | DNS'  | DNS'             |
| 78   | 5       | 1    | Nils Liess               | Suíça                | DNS'  | DNS'             |

### Semifinal
Esses foram os resultados das semifinais. 
| Pos. | Bateria | Raia | Nadador             | Nacionalidade | Tempo | Notas            |
| ---- | ------- | ---- | ------------------- | ------------- | ----- | ---------------- |
| 1    | 2       | 4    | David Popovici      | Roménia       | 46.98 | Q, WJ,           |
| 2    | 1       | 7    | Kristóf Milák       | Hungria       | 47.76 | Q,               |
| 3    | 1       | 4    | Alessandro Miressi  | Itália        | 47.96 | Q                |
| 4    | 2       | 5    | Lorenzo Zazzeri     | Itália        | 48.05 | Q                |
| 5    | 1       | 5    | Maxime Grousset     | França        | 48.15 | q                |
| 6    | 1       | 6    | Andrej Barna        | Sérvia        | 48.21 | q                |
| 7    | 2       | 3    | Nándor Németh       | Hungria       | 48.22 | q                |
| 8    | 1       | 2    | Thomas Dean         | Reino Unido   | 48.44 | q                |
| 9    | 2       | 7    | Diogo Ribeiro       | Portugal      | 48.52 | Recorde nacional |
| 10   | 2       | 2    | Hadrien Salvan      | França        | 48.58 |                  |
| 11   | 1       | 8    | Karol Ostrowski     | Polónia       | 48.69 |                  |
| 12   | 1       | 3    | Heiko Gigler        | Áustria       | 48.85 |                  |
| 13   | 2       | 6    | Stan Pijnenburg     | Países Baixos | 48.94 |                  |
| 14   | 1       | 1    | Björn Seeliger      | Suécia        | 48.96 |                  |
| 15   | 2       | 8    | [Matthew Richards]] | Reino Unido   | 49.01 |                  |
| 16   | 2       | 1    | Luis Domínguez      | Espanha       | 49.04 |                  |

### Final
Esse foi o resultado da final. 
| Pos.              | Raia | Nadador            | Nacionalidade | Tempo | Notas            |
| ----------------- | ---- | ------------------ | ------------- | ----- | ---------------- |
| Medalha de ouro   | 4    | David Popovici     | Roménia       | 46.86 | , WJ             |
| Medalha de prata  | 5    | Kristóf Milák      | Hungria       | 47.47 | Recorde nacional |
| Medalha de bronze | 3    | Alessandro Miressi | Itália        | 47.63 |                  |
| 4                 | 2    | Maxime Grousset    | França        | 47.78 |                  |
| 5                 | 1    | Nándor Németh      | Hungria       | 48.01 |                  |
| 6                 | 6    | Lorenzo Zazzeri    | Itália        | 48.10 |                  |
| 7                 | 8    | Thomas Dean        | Reino Unido   | 48.23 |                  |
| 8                 | 7    | Andrej Barna       | Sérvia        | 48.38 |                  |

Legenda
| Recorde mundial       | Recorde mundial (World record)               |                       | Recorde africano                      | Recorde africano (African) |                                           | Q | Classificado por posição (Qualified) |
| Recorde do campeonato | Recorde do campeonato (Championship record)  | Recorde da América    | Recorde da América (Americas)         | q                          | Classificado por melhor tempo (Qualified) |   |                                      |
| Melhor marca do ano   | Melhor marca do ano (World leading)          | Recorde asiático      | Recorde asiático (Asian)              | DNS                        | Não largou (Did not start)                |   |                                      |
| Recorde nacional      | Recorde nacional (National record)           | Recorde europeu       | Recorde europeu (European)            | DNF                        | Não terminou (Did not finish)             |   |                                      |
| Recorde pessoal       | Recorde pessoal do atleta (Personal best)    | Recorde da Oceania    | Recorde da Oceania (Oceania)          | DSQ / DQ                   | Desclassificado (Disqualified)            |   |                                      |
| Recorde da temporada  | Recorde da temporada do atleta (Season best) | Recorde sul-americano | Recorde sul-americano (South America) | NM                         | Sem marca (No mark)                       |   |                                      |